# 山辺町立山辺中学校
山辺町立山辺中学校（やまのべちょうりつ やまのべちゅうがっこう）は、山形県東村山郡山辺町にある公立中学校。2021年に山辺町立作谷沢中学校が閉校となり、山辺町唯一の中学校となった。

## 学区
- 山辺町全域

## 沿革
- 1947年（昭和22年）4月1日 - 旧山辺町立山辺中学校が開校
- 1955年（昭和22年）4月1日 - 山辺町立大寺中学校が閉校となり、山辺中学校に統合。
- 1962年（昭和37年）4月1日 - 山辺町立相模中学校と山辺町立山辺中学校を統合し、新たに山辺中学校を開校（当時は山辺町大字山辺3700）
- 1966年（昭和41年）4月23日 - 新校舎完成
- 1973年（昭和48年）7月26日 - プール完成
- 1979年（昭和54年）5月12日 - グラウンド完成
- 1997年（平成9年）3月14日 -  校舎増築完成
- 2012年（平成24年）4月1日 - 中中学校が閉校に伴い、山辺中学校が受け入れ校となる。
- 2015年（平成27年）4月1日 - 現在の場所に移転

- 2021年（令和3年）4月1日 - 作谷沢中学校が閉校し、山辺中学校が受け入れ校がとなる[3]。

## 生徒数
| 年度 | 男子 | 女子 | 計  |
| ---- | ---- | ---- | --- |
| 2009 | 193  | 226  | 419 |
| 2008 | 210  | 222  | 432 |
| 2007 | 229  | 249  | 478 |
| 2006 | 224  | 216  | 440 |
| 2005 | 236  | 227  | 463 |
| 2004 | 242  | 229  | 471 |
| 2003 | 267  | 262  | 529 |
| 2002 | 292  | 277  | 569 |

## 部活動
運動系
- 野球、サッカー、陸上競技、水泳、男子ソフトテニス、女子ソフトテニス、女子バレーボール、男子バスケットボール、女子バスケットボール、卓球、体操、剣道、柔道

文化系
- 吹奏楽、音楽、総合文化

## 所在地
- 山形県東村山郡山辺町清水1番地1

## 卒業生の著名人
城戸川りょう